# Gerdas Babarskas
Gerdas Babarskas (* 14. Februar 1994 in Recklinghausen, Deutschland) ist ein litauischer Handballspieler.

## Karriere
Der gebürtige Litauer begann seine Karriere beim Litauischen Zweitligisten LKKA Teledema, ehe er 2010 zu HC Granitas Kaunas in die erste Liga wechselte. Ab der Saison 2012/13 wurde der Rückraumspieler vom UHK Krems verpflichtet, lief aber in seiner ersten Saison großteils im unter 20 Bewerb auf. 2013/14 und 2014/15 lief Babarskas für die Wachauer dann ausschließlich in der Handball Liga Austria auf. Ab der Saison 2015/16 lief der Rechtshänder für die SG BBM Bietigheim in der 2. Handball-Bundesliga auf. Im Sommer 2018 wechselte er zum französischen Erstligisten Chambéry Savoie HB. Ab der Saison 2022/23 stand er beim Ligakonkurrenten Pays d’Aix UC unter Vertrag. Im Sommer 2024 wechselte er zum deutschen Zweitligisten Bergischer HC. Mit dem Bergischen HC stieg er 2025 in die Bundesliga auf.

## Persönliches
Sein Bruder Povilas Babarskas war ebenfalls Handballspieler und stand beim TV Großwallstadt unter Vertrag.

## Saisonbilanzen

### HLA
| Saison    | Verein    | Spielklasse | Tore | 7-Meter   | Feldtore |
| --------- | --------- | ----------- | ---- | --------- | -------- |
| 2012/13   | UHK Krems | HLA         | 10   | 0/0       | 10       |
| 2013/14   | UHK Krems | HLA         | 119  | 0/0       | 119      |
| 2014/15   | UHK Krems | HLA         | 132  | 0/1       | 132      |
| 2012–2015 | gesamt    | HLA         | 261  | 0/1 (0 %) | 261      |